# تیم ملی فوتبال اسلواکی
تیم ملی فوتبال اسلواکی یک تیم فوتبال بین‌المللی است که به نمایندگی از کشور اسلواکی به میدان می‌رود. این تیم زیر نظر فدراسیون فوتبال اسلواکی فعالیت می‌کند. مهم‌ترین مقامی که این تیم کسب کرده قهرمانی در جام اِسی لَشیْون (جام اروپای میانه) در سال ۱۹۹۸ می‌باشد
فوتبال اسلواکی تا سال ۱۹۹۴ در قالب تیم «چکسلواکی» فعالیت می‌کرد و بعد از تجزیه سیاسی و در نتیجه تشکیل دو کشور «جمهوری چک» و «اسلواکی» فوتبال اسلواکی نیز مستقل شد.
بهترین نتیجه تاریخ فوتبال اسلواکی به صورت مستقل، صعود به مرحله یک‌هشتم نهایی جام جهانی ۲۰۱۰ است.
اسلواکی سابقه صعود به جام ملتهای اروپا ۲۰۱۶ و جام ملتهای اروپا ۲۰۲۰ و همچنین المپیک ۲۰۰۰ سیدنی را دارد.
مارک همشیک، بازیکن فعلی تیم گوتنبرگ سوئد که سابقه بازی در ناپولی ایتالیا را دارد، با ۱۲۶ بازی ملی و ۲۶ گل ملی در این زمینه در اسلواکی رکورددار است.
اسلواکی تا به حال ۲ بار مقابل تیم ملی ایران بازی کرده‌است. در اولین دیدار در سال ۲۰۰۱، تیم ملی ایران برای اولین بار در اروپا موفق به شکست یک تیم اروپایی شد و بازی با نتیجه ۴–۳ به سود ایران همراه بود. هدایت ایران در آن بازی بر عهده میرسلاو بلازویچ بود و علی کریمی در آن مسابقه هتریک کرد و گل دیگر ایران را علیرضا نیکبخت واحدی به ثمر رساند.  در دومین دیدار نیز در سال ۲۰۰۲ تیم ملی ایران با هدایت برانکو ایوانکویچ در تهران ۳–۲ مغلوب اسلواکی شد. زننده دو گل تیم ایران باز هم علی کریمی بود.
اسلواکی در سال ۲۰۱۶ به جام ملت‌های اروپا صعود کرد.